# York-Oyster Bed
Pour les articles homonymes, voir York (homonymie) et Oyster.
Circonscription électorale provinciale du Canada
York-Oyster Bed est une ancienne circonscription électorale provinciale de l'Île-du-Prince-Édouard (Canada). La circonscription est créée en 1996 à partir de portions des circonscriptions de 2e Queens, 3e Queens et 5e Queens. Elle porte en fait le nom de Stanhope-East Royalty jusqu'en 2007.

## Liste des députés
| York-Oyster Bed                                                    | York-Oyster Bed   | York-Oyster Bed           | York-Oyster Bed | York-Oyster Bed | York-Oyster Bed |
| Nom                                                                | Nom               | Parti                     | Mandat          | Législature     |                 |
| ------------------------------------------------------------------ | ----------------- | ------------------------- | --------------- | --------------- | --------------- |
| Pour la période 1873-1996, voir 2e Queens, 3e Queens et 5e Queens. |                   |                           |                 |                 |                 |
|                                                                    | Jamie Ballem (en) | Progressiste-conservateur | 1996 - 2000     | 60e             |                 |
|                                                                    | Jamie Ballem (en) | Progressiste-conservateur | 2000 - 2003     | 61e             |                 |
|                                                                    | Jamie Ballem (en) | Progressiste-conservateur | 2003 - 2007     | 62e             |                 |
|                                                                    | Robert Vessey     | Libéral                   | 2007 - 2011     | 63e             |                 |
|                                                                    | Robert Vessey     | Libéral                   | 2011 - 2015     | 64e             |                 |
|                                                                    | Vacant            | Vacant                    | 2015            | 64e             |                 |
|                                                                    | Wade MacLauchlan  | Libéral                   | 2015 - 2019     | 65e             |                 |

## Géographie
La circonscription comprend une partie de la cité de Charlottetown ainsi que les villages de Brackley, Pleasant Grove et Union Road.